# Rocío de Meer Méndez
Rocío de Meer Méndez (Madrid, 26 dicembre 1989) è una politica e avvocata spagnola, membro del partito di estrema destra Vox.

## Biografia
Nata a Madrid il 26 dicembre 1989, suo nonno era Carlos de Meer de Ribera, colonnello e politico, ultimo governatore civile delle Isole Baleari della dittatura franchista tra il 1974 e il 1976.
Ad un evento all'Università Complutense di Madrid, dove poi Rocío si laureerà in diritto, conosce Santiago Abascal, attuale presidente di Vox.
Entrata in politica, è stata eletta deputata alle elezioni dell'aprile 2019 per la circoscrizione di Almería, così come in quelle del novembre seguente.
Considerata "bellicosa" e come "uno dei profili più duri" del suo partito, Rocío è stata protagonista di vari eventi mediatici, come quello verificatosi nell'agosto 2010 nel quale condivise sui suoi profili social video in cui propagandava il nazismo; i video vennero cancellati successivamente.

## Vita privata
È sposata ed ha due figli.